# Municipio de Aknīste
El municipio de Aknīstes (en letón: Aknīstes novads) es uno de los ciento diez municipios de Letonia, se encuentra localizado en el suroeste de dicho país báltico. Fue creado durante el año 2009 después de una reorganización territorial. La ciudad capital es la ciudad de Aknīste.
El 1 de julio de 2021, el municipio de Aknīste dejó de existir y su territorio se fusionó con el municipio de Jēkabpils.

## Ciudades y zonas rurales
- Aknīste (ciudad y zona rural)
- Asares pagasts (zona rural)
- Gārsenes pagasts (zona rural)

## Población y territorio
Su población se encuentra compuesta por un total de 3.303 personas (2009). La superficie de este municipio abarca una extensión de territorio de unos 285 kilómetros cuadrados. La densidad poblacional es de 11,59 habitantes por cada kilómetro cuadrado.